# Quad/Graphics
Quad/Graphics  ist ein amerikanisches Unternehmen und nach RR Donnelley die zweitgrößte Druckerei in Nordamerika.
Der Vater des heutigen Unternehmenschefs, Harry V. Quadracci, gründete 1971 Quad/Graphics. 2010 vergrößerte sich das Unternehmen erheblich durch die Übernahme von Worldcolor (vormals Quebecor World).
In Europa betreibt das Unternehmen eine große Druckerei im polnischen Wyszków.